# Cintora a pie de calle
Cintora a pie de calle es un programa de televisión de la productora Cuarzo Producciones para el canal de televisión Cuatro. Se estrenó el 14 de marzo de 2016 y finalizó el 6 de mayo de 2016.

## Sinopsis
El programa tiene como hilo conductor a Jesús Cintora. En cada edición el periodista abordaba temas de actualidad en el ámbito nacional. El esquema del programa incluye entrevistas, debates, investigación y opinión política, además de recabar la opinión de los ciudadanos llevando la cámara a alas calles.

## Episodios y audiencias

### Temporada 1
| Programa | Título                          | Día de emisión      | Audiencia        |
| -------- | ------------------------------- | ------------------- | ---------------- |
| 1        | Vivir en negro                  | 14 de marzo de 2016 | 1 564 000 (8,6%) |
| 2        | Malditos deberes                | 21 de marzo de 2016 | 1 220 000 (6,9%) |
| 3        | Trabaja y paga                  | 28 de marzo de 2016 | 1 539 000 (8,0%) |
| 4        | España se vende                 | 4 de abril de 2016  | 1 141 000 (5,9%) |
| 5        | ¿Se acaban las pensiones?       | 15 de abril de 2016 | 1 030 000 (6,2%) |
| 6        | Caso Nóos: Un juicio en el aire | 22 de abril de 2016 | 719 000 (4,4%)   |
| 7        | Regeneración y experiencia      | 29 de abril de 2016 | 980 000 (6,2%)   |
| 8        | España en un diván              | 6 de mayo de 2016   | 888 000 (5,3%)   |

## Audiencia media de todas las ediciones
| Edición                                    | Fecha | Cadena | Espectadores | Cuota |
| ------------------------------------------ | ----- | ------ | ------------ | ----- |
| Cintora a pie de calle (Primera temporada) | 2016  | Cuatro | 1 135 000    | 6,4%  |